# زیون مورنو
زیون مورنو (به انگلیسی: Zión Moreno)(زاده ۲۳ فوریهٔ ۱۹۹۵) بازیگر و مدل آمریکایی است.
او یک زن ترنس است.